# Darrieusturbin

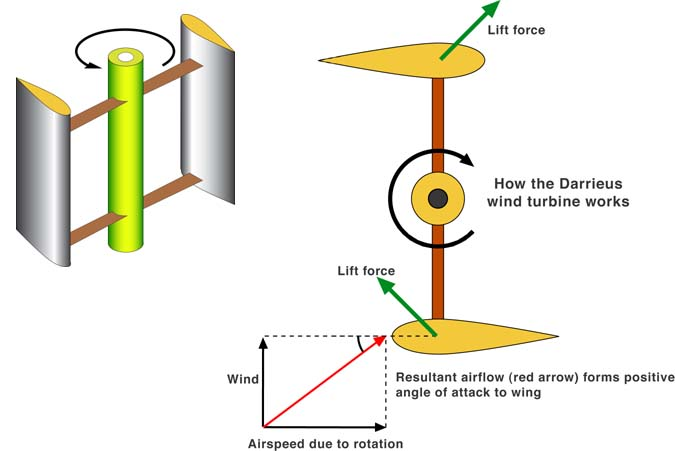
Principskiss över Darrieus-vindkraftverks funktion

Darrieusturbin är en typ av vindkraftverk som har fått sin namn av den franska flygplanskonstruktören Georges Darrieus. 
Ett utmärkande drag för denna typ av vindkraftverk är att de vindfångande elementen är fästa på en vertikal axel. Darrieusturbinen patenterades 1931.